# Кравченко, Евгений Григорьевич
Евгений Григорьевич Кравченко — советский хозяйственный, государственный и политический деятель, генерал-майор.

## Биография
Родился в 1926 году в посёлке Елено. Член КПСС.
С 1951 года — на хозяйственной, общественной и политической работе. В 1951—1987 гг. — ответственный работник железнодорожного транспорта, заместитель начальника УКГБ при СМ Украинской ССР по Луганской области, начальник УКГБ при СМ Украинской ССР по Черновицкой области, начальник УКГБ при СМ Украинской ССР по Донецкой области, начальник УКГБ по Челябинской области, заместитель председателя КГБ при СМ Латвийской ССР, сотрудник Представительства КГБ при МГБ ГДР.
Делегат XXIII и XXIV съездов КПСС.
Умер после 1991 года.